# Witte abeel
De witte abeel (Populus alba), ook wel zilverpopulier genoemd, is een boom uit de wilgenfamilie (Salicaceae). De plant komt van nature voor in Midden- en Zuid-Europa en in het midden en het westen van Azië. Sinds de zeventiende eeuw komt de soort voor in Nederland. In parken en tuinen wordt de boom veel aangeplant voor de sier.

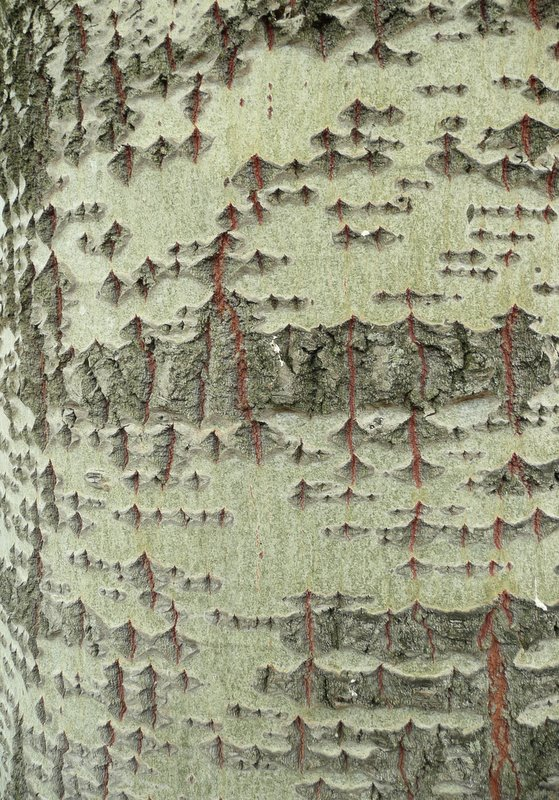
Schors
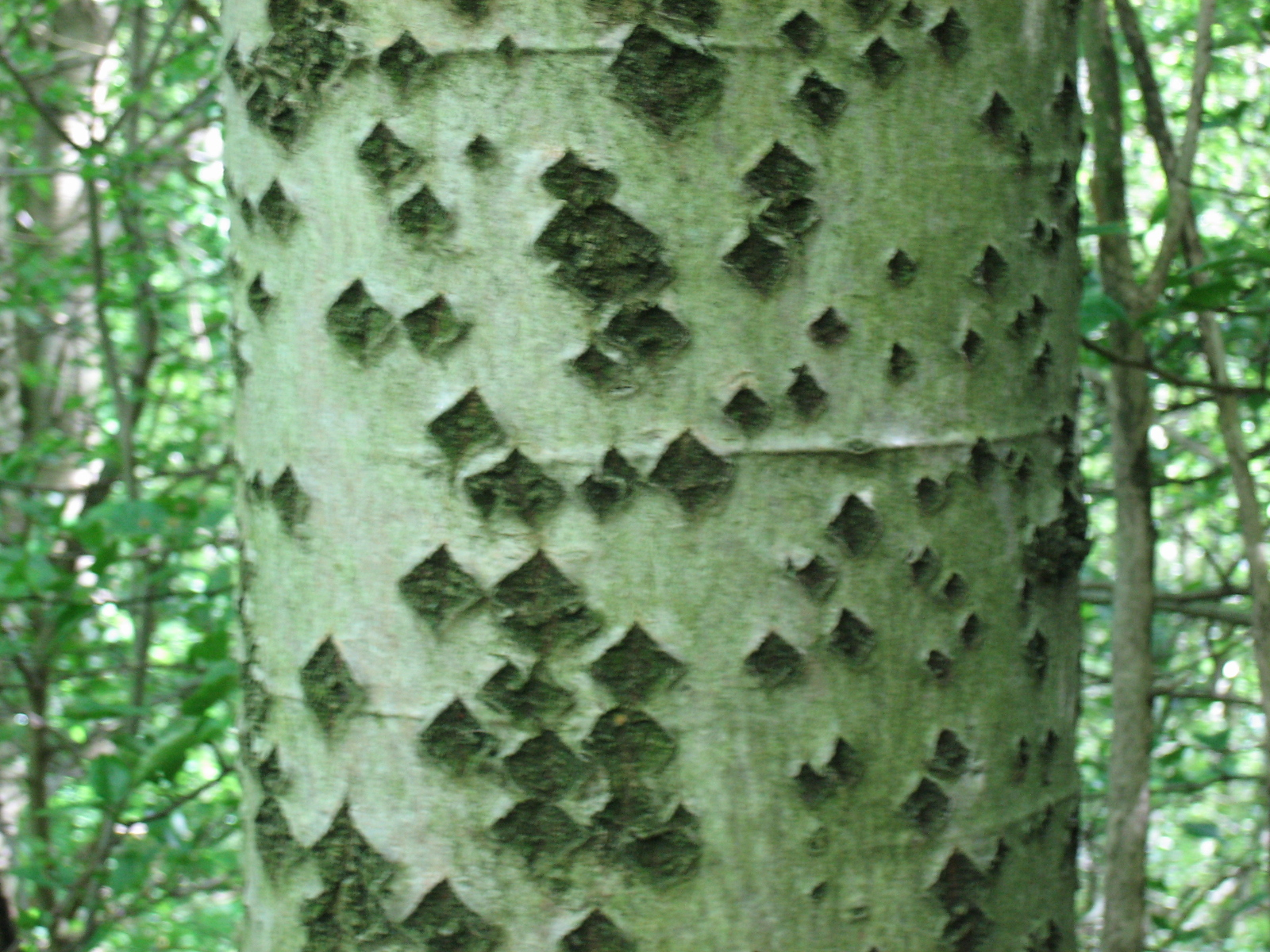
Stam met ruitvormige lenticellen
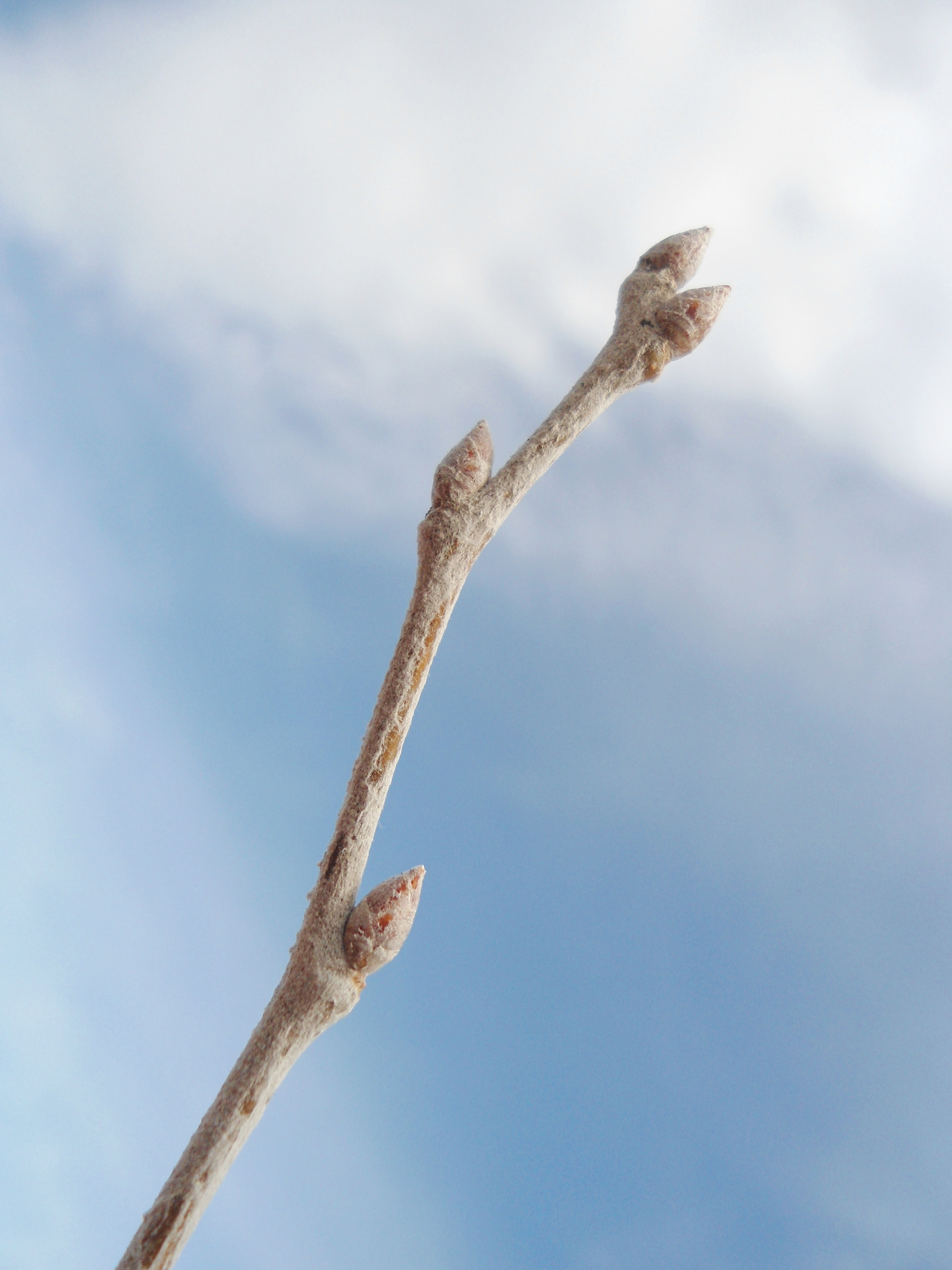
Jonge twijg met wollig haardons
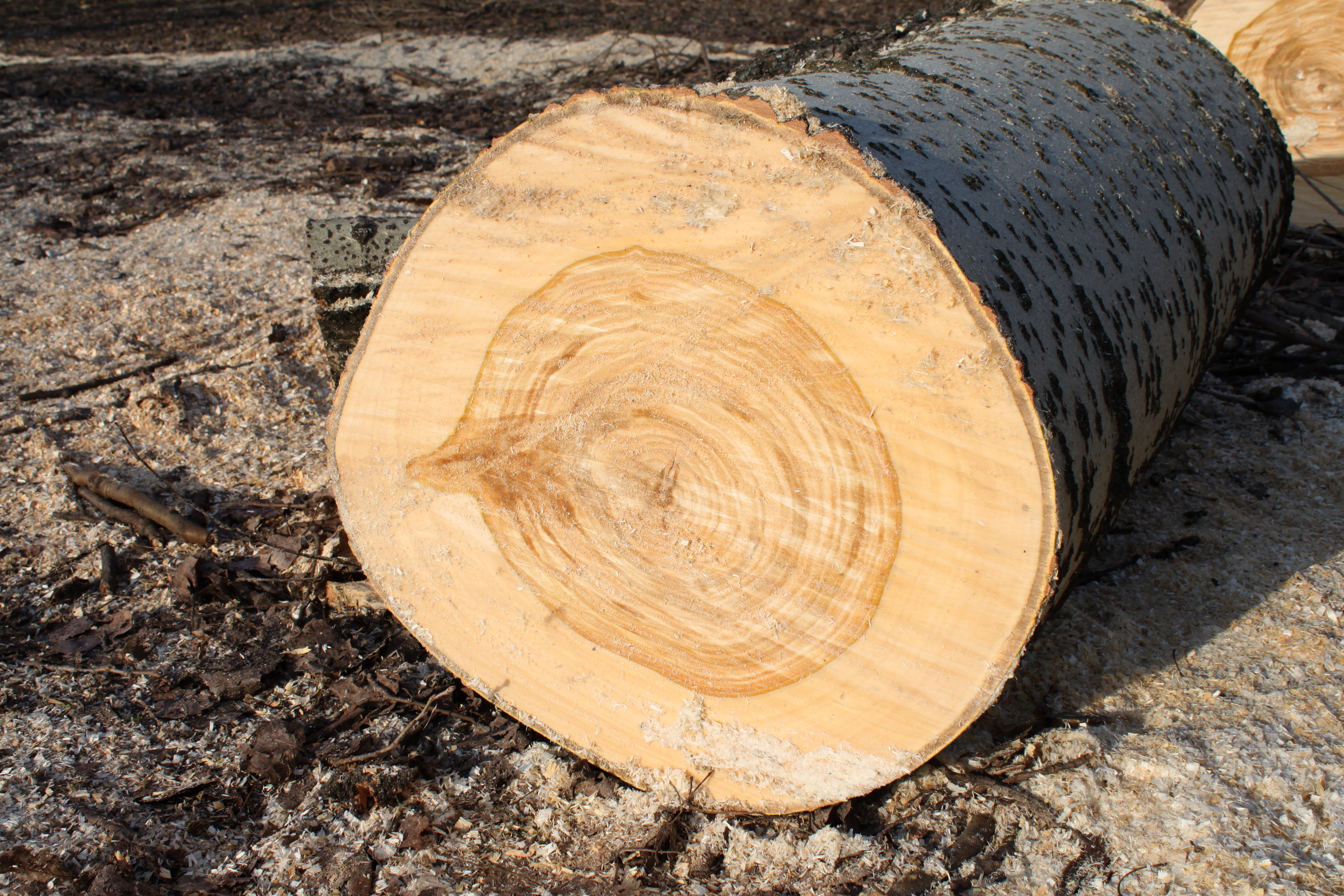
Dwarsdoorsnede stam

De witte abeel kan tot 30 m hoog worden. De plant komt meestal voor als een veel kleinere boom. De schors is glad en grijswit bij jonge bomen, later wordt deze zwart en ruw aan de voet en vlekkerig daarboven. Op de schors komt een ruitvormige tekening voor.  De twijgen en knoppen zijn dichtbezet met wit, wollig haardons.
De tot twaalf centimeter lange  en tot tien centimeter brede bladeren aan de langloten zijn drie- tot vijfdelig gelobd en hebben een grof getande rand. De bladeren aan de voet van de langloten en die aan de kortloten zijn 4-7 centimeter lang en 3-4 centimeter breed en eirond. Ze zijn onregelmatig, gegolfd getand. Bij het ontluiken zijn de bladeren, net als de jonge takken en knoppen, volledig witviltig behaard. Later wordt de bovenkant glanzend donkergroen; de onderkant blijft bedekt met een dicht viltig dons.  De bladstelen zijn 3–4 cm lang.

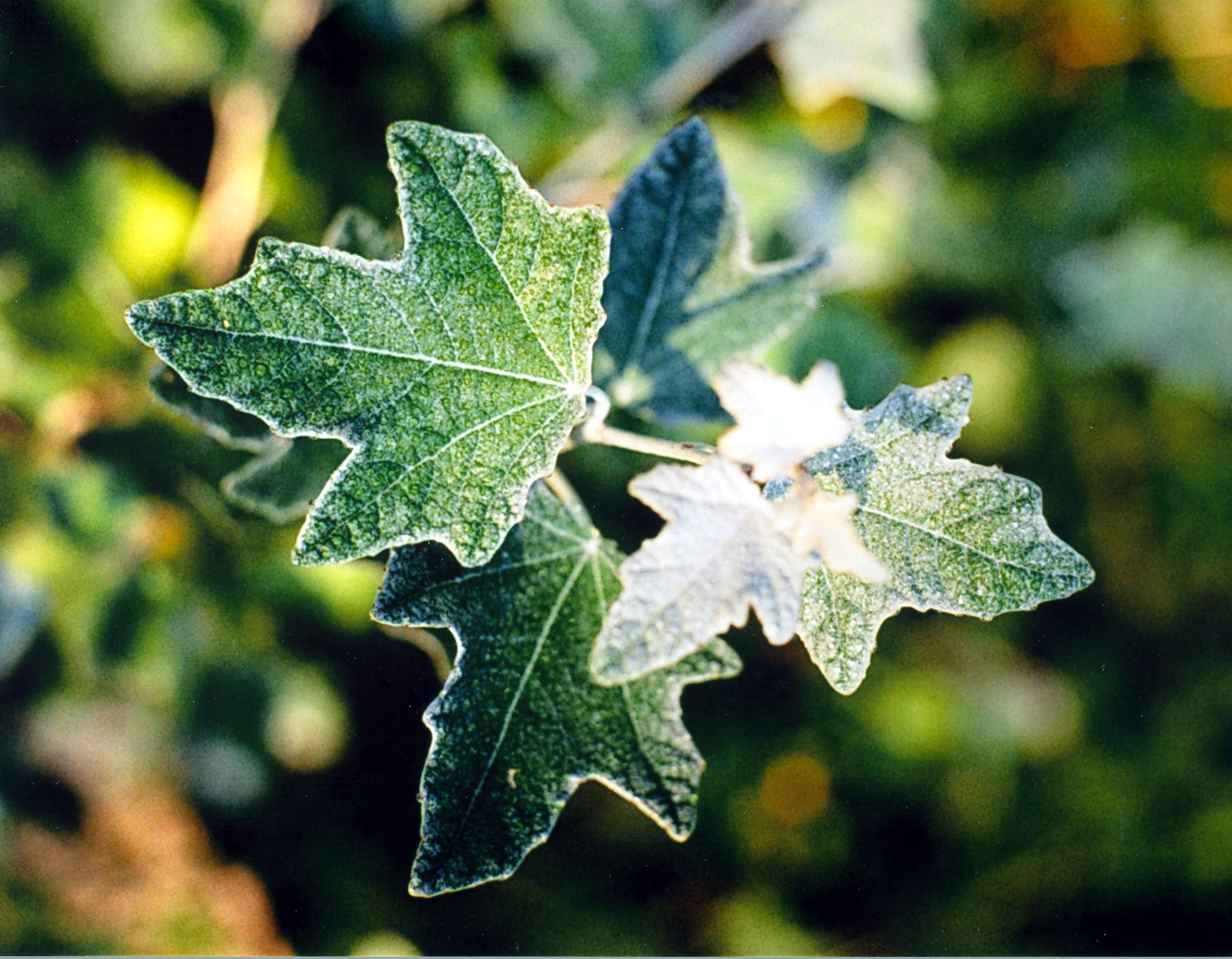
Jong blad
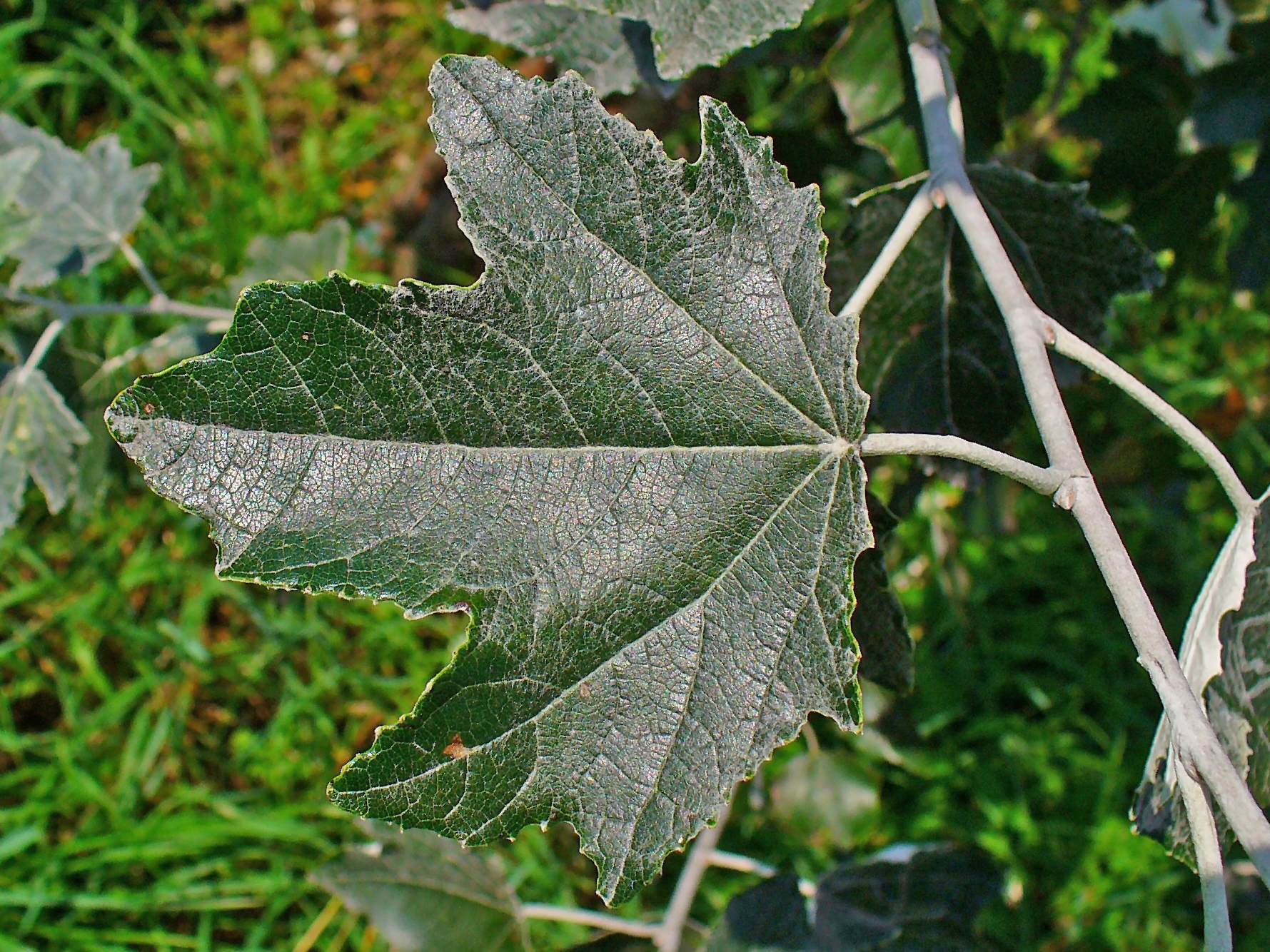
blad bovenzijde
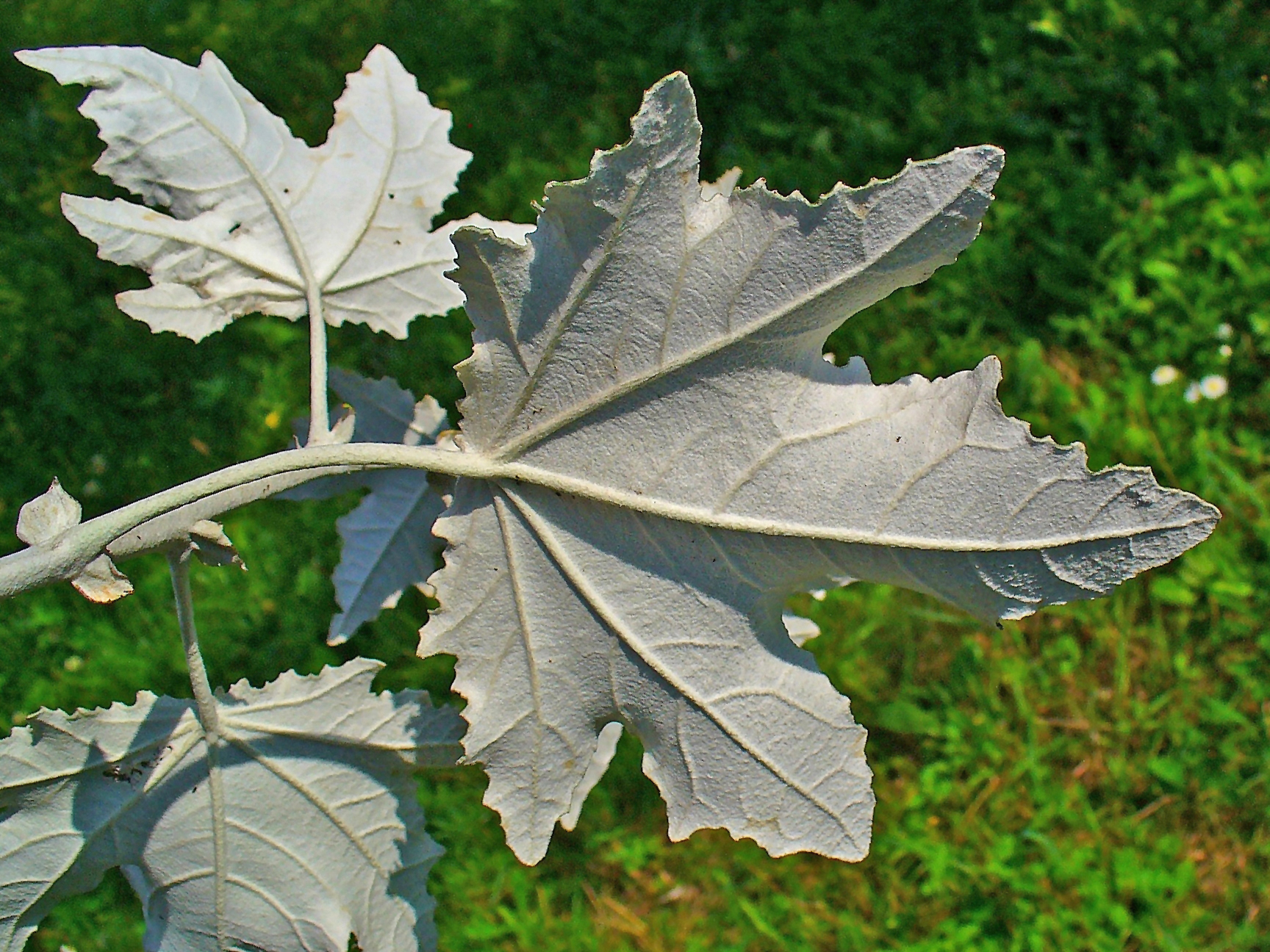
Blad onderzijde
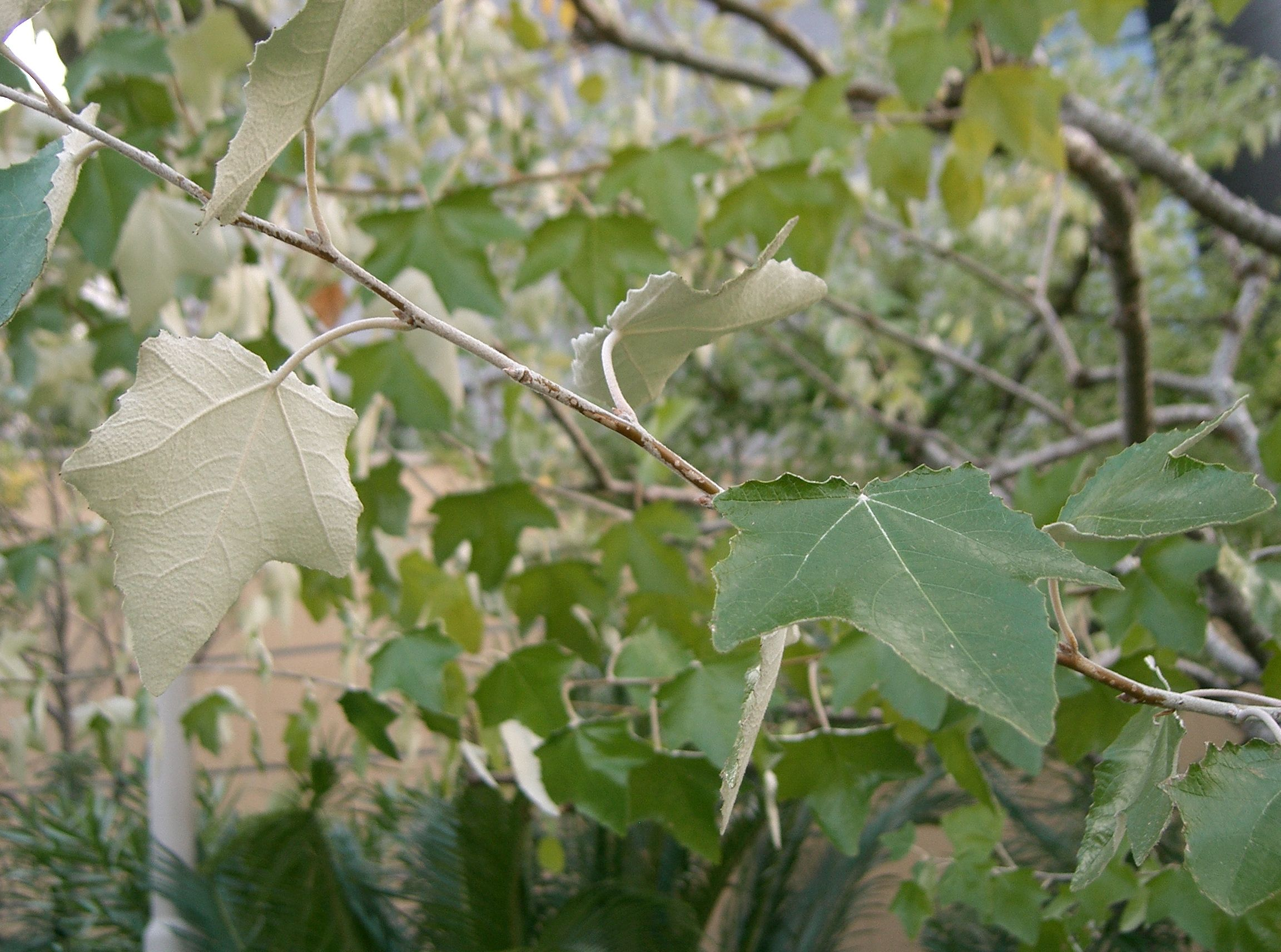
Blad

De bloemen van de witte abeel ontluiken in april vóór de bladeren. De mannelijke katjes zijn 4–8 cm lang, hebben een karmozijnrode kleur en zijn grijs behaard. De vrouwelijke katjes zijn bleekgroen of groenachtig geel. In juni laten de katjes het witte, katoenachtige zaad vrij. De witte abeel is lichtminnend en verkiest vrij droge tot meestal vochtige, matig voedselrijke tot voedselrijke, meestal kalkhoudende grond. Hij heeft een vrij groot natuurlijk verspreidingsgebied: Zuid-, West- en Midden-Europa, West-Siberië, Zuidwest-Azië en Noord- Afrika. De witte abeel komt waarschijnlijk niet van nature voor in de Benelux, maar wordt in de kuststreek vaak aangeplant vanwege zijn weerstand tegen zout in de lucht.

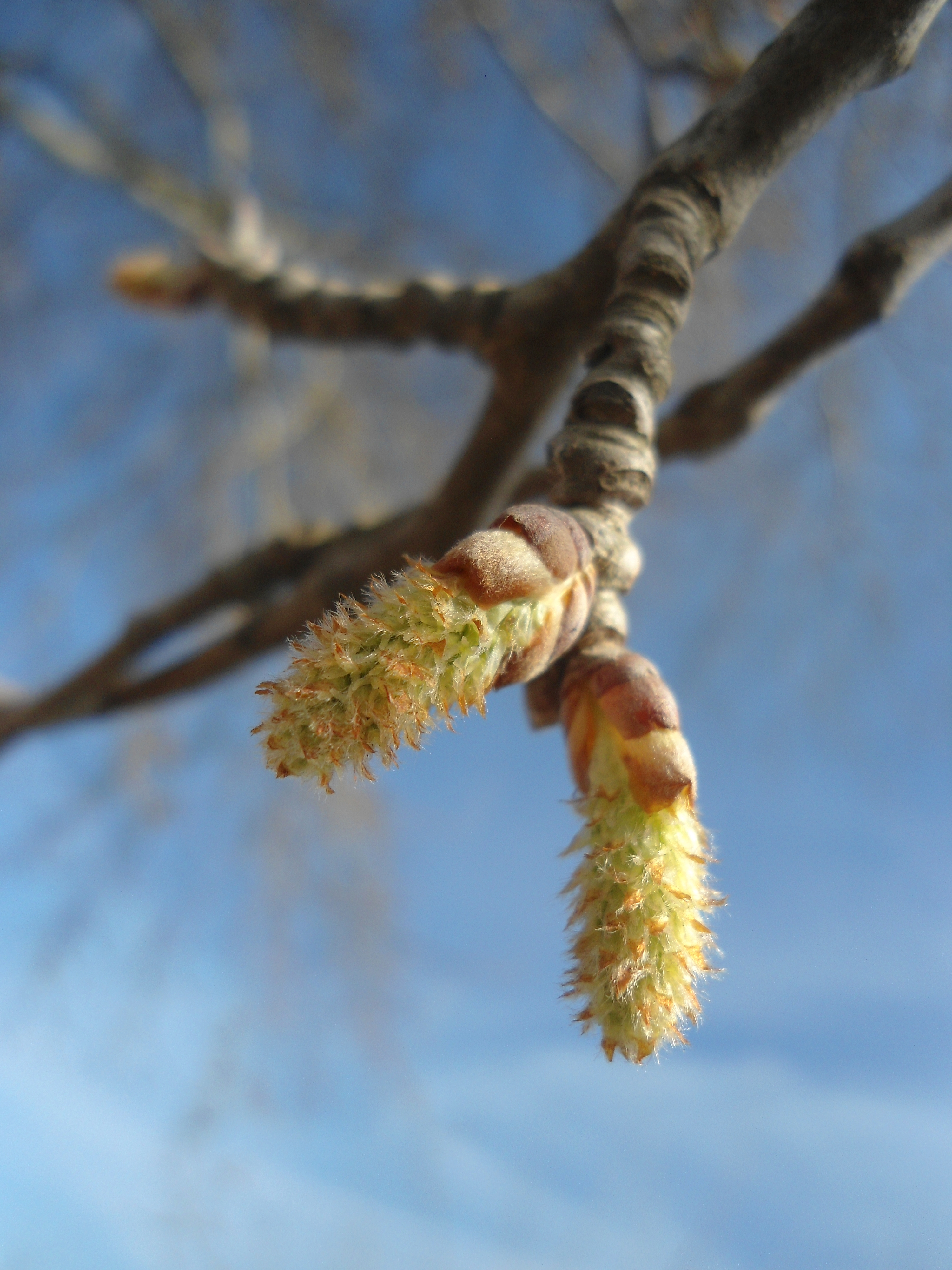
Vrouwelijk katje
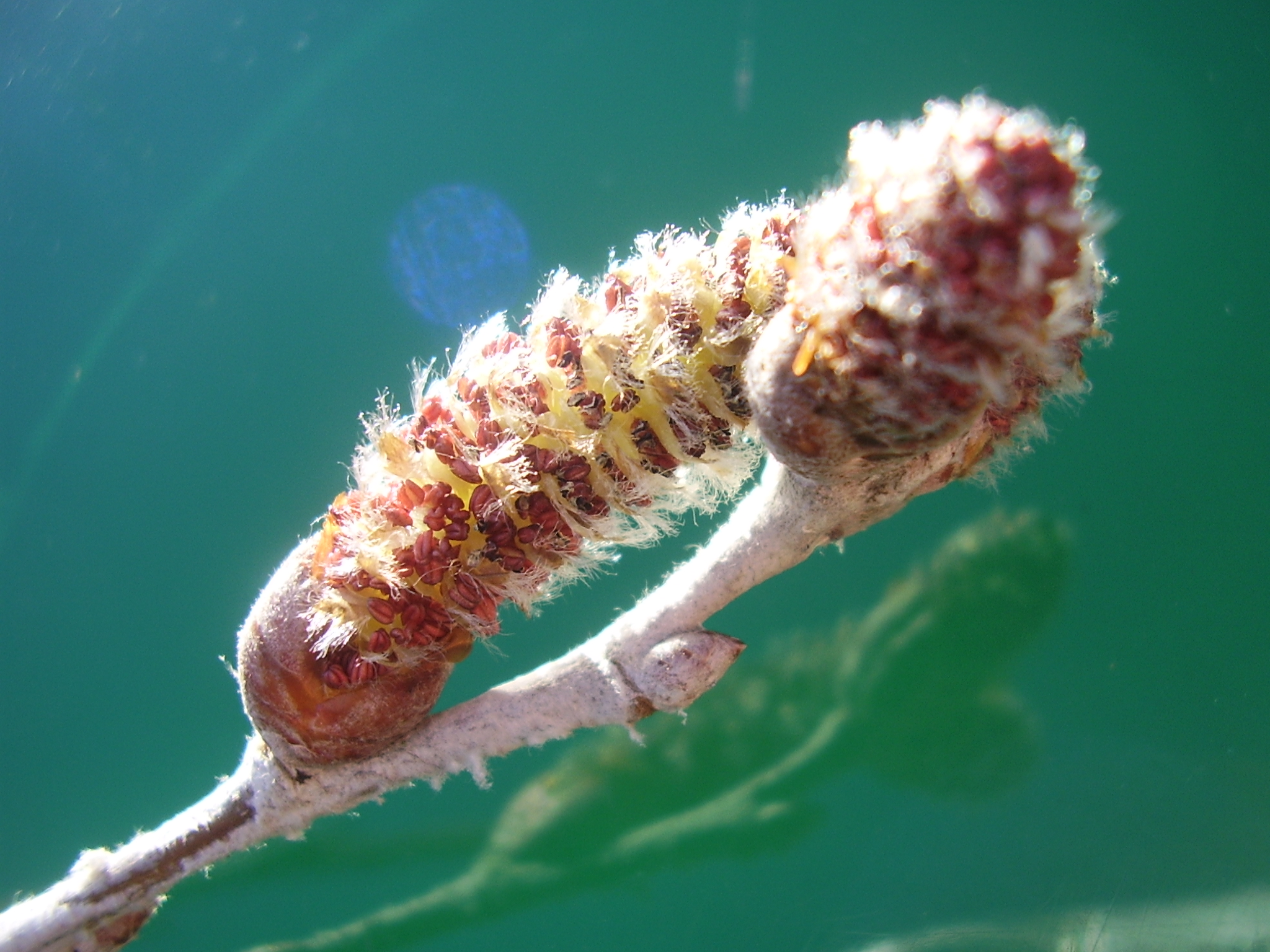
Mannelijk katje

## Plaatsnamen
Er zijn plaatsnamen die hoogstwaarschijnlijk verwijzen naar deze boomsoort. Enkele voorbeelden:
- Groot-Abeele, een buurtschap in de gemeente Vlissingen
- Abele, een dorp in Henegouwen: Abele (Henegouwen)
- Abele, een dorp in West-Vlaanderen: Abele (West-Vlaanderen)
- Abele, een industrieterrein in Roeselare
- Abele, een industrieterrein in Staden